# Muzzano (Szwajcaria)
Muzzano (lmo. Müsciàn) – miejscowość i gmina w południowej Szwajcarii, w kantonie Ticino, w okręgu (distretto) Lugano, w powiecie (circolo) Agno. Leży nad jeziorem Lago di Lugano. 

## Demografia
W Muzzano mieszka 806 osób. W 2021 roku 22% populacji gminy stanowiły osoby urodzone poza Szwajcarią. 

## Transport
Przez teren gminy przebiegają autostrada A2 oraz drogi główne nr 399 i nr 404.
Na terenie gminy leży część lotniska Lugano, pozostała natomiast w gminach Agno oraz Bioggio.